# Valdesotos
Valdesotos è un comune spagnolo di 25 abitanti situato nella comunità autonoma di Castiglia-La Mancia.